# Газові вогнегасні речовини
Газова вогнегасна речовина (ГВР) — вогнегасна речовина (хімічна речовина або суміш хімічних речовин), яка під час взаємодії з горючим середовищем перебуває у газоподібному стані.

Примітка 1. За механізмом гасіння ГВР поділяються на:
- інертні розріджувачі, гасіння якими відбувається переважно за рахунок зниження концентрації окисника внаслідок розведення горючого середовища;
- інгібітори горіння, гасіння якими відбувається переважно за рахунок хімічної взаємодії з активними радикалами полум'я, відповідальними за перебіг ланцюгових реакцій горіння.

Примітка 2. За агрегатним станом в умовах зберігання ГВР поділяються на:
- незріджені, які перебувають у технічних засобах пожежогасіння під надлишковим тиском, не утворюючи рідкої фази;
- рідкі та зріджені, які знаходяться в технічних засобах пожежогасіння у рідкому стані під надлишковим тиском та/або зниженої температури[1], [2].

## ГВР, що використовуються у системах газового пожежогасіння України
З середини 50-х років ХХ століття в Україні, наряду з діоксидом вуглецю (СО2), стали широко застосовуватися системи протипожежного захисту (СПЗ) із використанням ГВР групи хладонів: хладону 114В2 (галон 2402), хладону 13В1 (галон 1301), хладону 12В1 (галон 1211). Також були поширені інші бромвмісні вогнегасні речовини, наприклад: суміші БФ-2 та «3,5», до складу яких входять С2Н5Вг — брометан (бромистий етил) або СН2Вг2 — дибромметан (бромистий метилен).
Однак, уже наприкінці 80-х років XX століття людство, занепокоєне станом екології планети, ухвалило рішення (Монреальський протокол про речовини, які руйнують озоновий шар[3]) щодо припинення використання озоноруйнівних речовин в цілому у промисловості і побуті та суттєвого обмеження використання бромвмісних хладонів (галонів — за міжнародною термінологією) — у сфері пожежної безпеки[4].

Так, на сьогодні згідно з підпунктом b) пункту 1 рішення VII/12 7 Наради Сторін (Відень, 5-7 грудня 1995 р.) допускається використання галонів у новому обладнанні лише для найважливіших (основних) видів застосування. Основним, згідно з підпунктом a) пункту 1 рішення IV/25 4 Наради Сторін (Копенгаген, 23-25 листопада 1992 р.), є застосування, яке необхідне для забезпечення здоров'я та безпеки суспільства або має життєво важливе значення для його функціонування (банківські установи, об'єкти зв'язку, культури тощо) та відсутні технічно можливі і рентабельні альтернативи або замінники, прийнятні з точки зору охорони здоров'я і довкілля[5].

Вимоги до галонів (галон 2402, галон 1301 та галон 1211), які можуть використовуватися в СПЗ України, встановлено ДСТУ 7288:2012[6]. При цьому, подальше використання інших озоноруйнівних сумішей (БФ-2, «3,5» тощо) визнане недоцільним у зв'язку з технічною складністю та значною вартістю їх регенерації.
На заміну озоноруйнівним було запропоновано (додатково до СО2 за ДСТУ 5092:2008[7]) цілу низку так званих «чистих» ГВР[8], а найбільш поширені ГВР увійшли до міжнародного багаточастинного стандарту ISO 14520. В Європі зазначений стандарт впроваджено як EN 15004, в Україні — як ДСТУ 4466.

З плином часу з'ясувалось, що частина «чистих» ГВР, «екологічно безпечних» з точки зору Монреальського протоколу[3], підпали під обмеження, встановлені Кіотським протоколом[9].
Він, як і Монреальський протокол[3], помірковано відноситься до, так званих, «парникових» ГВР. Так, пункт 11 Преамбули Регламенту № 517/2014[10] наголошує: якщо відсутні альтернативи використанню конкретних фторованих парникових газів, або там де використання таких альтернатив потягне за собою неспіввимірні витрати, повинна бути передбачена можливість санкціонування дозволів на розташування таких продуктів та обладнання.

Спільною рисою цих Протоколів є вимога щодо мінімізації викидів в атмосферу ГВР, що підпадають під їх дію: заборона випробувань з випусканням ГВР (крім деяких наукових досліджень), запобігання витоків з обладнання. В Україні для «парникових» ГВР зазначені вимоги регламентує ДСТУ 4466-1:2008[11], для озоноруйнівних ГВР — ДСТУ 7288:2012[6].
У таблиці 1 наведено ГВР (за ISO 14520-1:2006[12], EN 15004-1:2008[13], ДСТУ 4466-1:2008[11], ДСТУ 5092:2008[8] та ДСТУ 7288:2012[7]), дозволені до використання в Україні.
Таблиця 1
| Вогнегасна речовина                    | Хімічна назва                                                                      | Хімічна формула                | Класифікаційний номер                | Національний стандарт |
| -------------------------------------- | ---------------------------------------------------------------------------------- | ------------------------------ | ------------------------------------ | --------------------- |
| CF3I                                   | Трифторйодметан                                                                    | CF3I                           | 2314-97-8                            | ДСТУ 4466-2:2008[14]  |
| FK-5-1-12                              | Додекафтор-2-метилпентан-3-он                                                      | CF3CF2C(O)CF(CF3)2             | 756-13-8                             | ДСТУ 4466-5:2008[15]  |
| HCFC Суміш А HCFC-123 HCFC-22 HCFC-124 | Дихлортрифторетан Хлордифторметан Хлортетрафторетан Ізопропеніл-1-метилциклогексен | CHCl2CF3CHClF2 CHCIFCF3 С10Н16 | 306-83-2 75-45-6 2837-89-0 5989-27-5 | ДСТУ 4466-6:2008[16]  |
| HFC 125                                | Пентафторетан                                                                      | CHF2CF3                        | 354-33-6                             | ДСТУ 4466-8:2008[17]  |
| HFC 227ea                              | Гептафторпропан                                                                    | CF3CHFCF3                      | 2252-84-8                            | ДСТУ 4466-9:2008[18]  |
| HFC 23                                 | Трифторметан                                                                       | CHF3                           | 75-46-7                              | ДСТУ 4466-10:2008[19] |
| HFC 236fa                              | Гексафторпропан                                                                    | CF3CН2CF3                      | 27070-61-7                           | ДСТУ 4466-11:2008[20] |
| IG-01                                  | Аргон                                                                              | Ar                             | 74040-37-1                           | ДСТУ 4466-12:2008[21] |
| IG-100                                 | Азот                                                                               | N2                             | 7727-37-9                            | ДСТУ 4466-13:2008[22] |
| IG-55                                  | Азот (50%) Аргон (50%)                                                             | N2 Ar                          | 7727-37-9 74040-37-1                 | ДСТУ 4466-14:2008[23] |
| IG-541                                 | Азот (52%) Аргон (40%) Діоксид вуглецю (8%)                                        | N2 Ar СО2                      | 7727-37-9 74040-37-1 124-38-9        | ДСТУ 4466-15:2008[24] |
| Галон 2402                             | Тетрафтордиброметан                                                                | C2Br2F4                        | 124-73-2                             | ДСТУ 7288:2012[7]     |
| Галон 1301                             | Трифторбромметан                                                                   | CF3Br                          | 75-63-8                              | ДСТУ 7288:2012[7]     |
| Галон 1211                             | Дифторхлорбромметан                                                                | CF2ClBr                        | 353-59-3                             | ДСТУ 7288:2012[7]     |
| Діоксид вуглецю                        | Діоксид вуглецю                                                                    | СО2                            | 124-38-9                             | ДСТУ 5092:2008[8]     |

#### Екологічні характеристики
Вплив на довкілля ГВР, дозволених до використання в Україні, наведено у таблиці 2.

Таблиця 2
| Вогнегасна речовина1)                  | Монреальський протокол [3] | Озоноруйнівний потенціал ODP                   | Кіотський протокол [9] | Потенціал глобального потепління за 100 років, GWP                    | Тривалість існування в атмосфері, років                                 |
| -------------------------------------- | -------------------------- | ---------------------------------------------- | ---------------------- | --------------------------------------------------------------------- | ----------------------------------------------------------------------- |
| CF3I                                   | +2)                        | 0,0001[25]                                     | —                      | 1[25]                                                                 | 0,005[25]                                                               |
| FK-5-1-12                              | —                          | 0[25]                                          | —                      | 1[25]                                                                 | 0,01[25]                                                                |
| HCFC Суміш А HCFC-123 HCFC-22 HCFC-124 | +                          | 0,055[25], [28] 0,022[25], [28] 0,02[25], [28] | +                      | 1700[25](1810)[26], [28] 620[25](609)[26], [28] 120[25](77)[26], [28] | 11,9[25](12)[26], [28] 6,1[25](5,8)[26](5,9)[28] 1,4[25](1,3)[26], [28] |
| HFC 125                                | —                          | 0[25]                                          | +                      | 3400[25](3500)[10], [26]                                              | 29 [25], [26]                                                           |
| HFC 227ea                              | —                          | 0[25]                                          | +                      | 3500[25](3220)[10], [26]                                              | 33 [25],(34,2)[26]                                                      |
| HFC 23                                 | —                          | 0[25]                                          | +                      | 12000[25](14800)[10], [26]                                            | 33 [25],(34,2)[26]                                                      |
| HFC 236fa                              | —                          | 0[25]                                          | +                      | 9400[25](9810)[10], [26]                                              | 220 [25],(240)[26]                                                      |
| IG-01                                  | —                          | 0[25]                                          | —                      | 0[25]                                                                 | Складники атмосфери                                                     |
| IG-100                                 | —                          | 0[25]                                          | —                      | 0[25]                                                                 | Складники атмосфери                                                     |
| IG-55                                  | —                          | 0[25]                                          | —                      | 0[25]                                                                 | Складники атмосфери                                                     |
| IG-541                                 | —                          | 0[25]                                          | —                      | 0[25]                                                                 | Складники атмосфери                                                     |
| Галон 2402                             | +                          | 6[4], [25]                                     | +                      | 1640[26], [27]                                                        | 20[26], [27]                                                            |
| Галон 1301                             | +                          | 10[4], [25]                                    | +                      | 6900[25](7140)[26], [27]                                              | 65 [25], [26], [27]                                                     |
| Галон 1211                             | +                          | 3[4], [25]                                     | +                      | 1890[26], [27]                                                        | 16[26], [27]                                                            |
| Діоксид вуглецю                        | —                          | 0[29]                                          | +                      | 1[29]                                                                 | Складник атмосфери                                                      |

| 1) Див. таблицю 1. 2) Знак «+» означає притаманність відповідної характеристики, знак «—» — не притаманність. Примітка. Усі види використання фторвмісних хімічних речовин (в тому числі — див. таблицю 1) зумовлюють викиди менш ніж 2% від загальносвітових викидів парникових газів у перерахунку на еквівалент діоксиду вуглецю[25]. |

#### Токсикологічні характеристики
У таблиці 3 наведено інформацію стосовно токсикологічного впливу ГВР, дозволених до використання в Україні.

Таблиця 3
| Вогнегасна речовина1) | ALC, %               | LC50, %       | NOAEL, %       | LOAEL, %         | Максимальна безпечна концентрація в умовах впливу 5 хв, % (об.) |
| --------------------- | -------------------- | ------------- | -------------- | ---------------- | --------------------------------------------------------------- |
| CF3I                  | >12,8[11], [14]      | 27,4[14]      | 0,2[11], [14]  | 0,4[11], [14]    | 0,3[11]                                                         |
| FK-5-1-12             | н/д2)                | >10[11], [15] | 10[11], [15]   | >10[11], [15]    | 10[32]                                                          |
| HCFC Суміш A          | н/д                  | 64[11], [16]  | 10[11], [16]   | >10[11], [16]    | н/д                                                             |
| HFC 125               | >70[11], [17]        | н/д           | 7,5[11], [17]  | 10[11], [17]     | 11,5[11], [32]                                                  |
| HFC 227ea             | >80[11], [18]        | н/д           | 9,0[11], [18]  | 10,5[11], [18]   | 10,5[11], [32]                                                  |
| HFC 23                | >65[11], [19]        | н/д           | 50[11](30)[19] | >50[11](>30)[19] | 30[32]                                                          |
| HFC 236fa             | >18,9[11](>47,5)[20] | н/д           | 10[11], [20]   | 15[11], [20]     | 12,5[11]                                                        |
| IG-01                 | —                    | —             | 43[11], [21]   | 52[11], [21]     | 43[32]                                                          |
| IG-100                | —                    | —             | 43[11], [22]   | 52[11], [22]     | 43[32]                                                          |
| IG-55                 | —                    | —             | 43[11], [23]   | 52[11], [23]     | 43[32]                                                          |
| IG-541                | —                    | —             | 43[11], [24]   | 52[11], [24]     | 43[32]                                                          |
| Галон 2402            | 8,75[33]             | н/д           | н/д            | 0,1[30]          | н/д                                                             |
| Галон 1301            | н/д                  | н/д           | 5[4], [25]     | 7,5[4], [25]     | н/д                                                             |
| Галон 1211            | 20[33]               | н/д           | 0,5[31]        | 1[31]            | н/д                                                             |
| Діоксид вуглецю       | н/д                  | н/д           | 33) [8]        | >3[8]            | н/д                                                             |

| 1) Див. таблицю 1. 2) Немає даних. 3) Загальний вміст діоксиду вуглецю у повітрі. Примітка 1. LC50 — це концентрація, смертельна для 50% пацюків в умовах впливу протягом 4 год. ALC — це приблизна летальна концентрація. NOAEL — максимальна концентрація, за якої не спостерігається шкідливий токсикологічний або фізіологічний вплив. LOAEL — мінімальна концентрація, за якої спостерігається несприятливий токсикологічний або фізіологічний вплив[11]. Примітка 2. Концентрації, за яких спостерігається збудження серцевої діяльності, визначено на підставі результатів спостереження за наявністю або відсутністю значної аритмії у собаки. Звичайно зміна рівня епінефрину спостерігається у разі дії протягом більш ніж 5 хв[11]. Примітка 3. Високі значення концентрацій отримано в умовах додавання кисню з метою попередження ядухи[11]. |

### Фізичні властивості
Основні фізичні властивості ГВР, дозволених до використання в Україні, наведено у таблиці 4.

Таблиця 4

| Вогнегасна речовина1) | Агрегатний стан за 20 ºС | Густина за 20 ºС, кг/м3 | Густина за 20 ºС, кг/м3 | Тиск пари за 20 ºС, бар3) | Умови зберігання    | Умови зберігання    |
| Вогнегасна речовина1) | Агрегатний стан за 20 ºС | в рідкому стані         | насиченої пари          | Тиск пари за 20 ºС, бар3) | посудина, що працює | посудина, що працює |
| Вогнегасна речовина1) | Агрегатний стан за 20 ºС | в рідкому стані         | насиченої пари          | Тиск пари за 20 ºС, бар3) | під тиском          | без тиску           |
| --------------------- | ------------------------ | ----------------------- | ----------------------- | ------------------------- | ------------------- | ------------------- |
| CF3I                  | Р+П2)                    | 2096[14]                | 8,051[14]               | 4,65[14]                  | +4)                 | —                   |
| FK-5-1-12             | Р+П2)                    | 1616[15]                | 4,3305[15]              | 0,326[15]                 | —                   | +                   |
| HCFC Суміш A          | Р+П2)                    | 1200[16]                | 31[16]                  | 8,25[16]                  | +                   | —                   |
| HFC 125               | Р+П2)                    | 1218[17]                | 77,97[17]               | 12,05[17]                 | +                   | —                   |
| HFC 227ea             | Р+П2)                    | 1410[18]                | 31,035[18]              | 3,90[18]                  | +                   | —                   |
| HFC 23                | Р+П2)                    | 806,6[19]               | 263,0[19]               | 41,80[19]                 | +                   | —                   |
| HFC 236fa             | Р+П2)                    | 1377[20]                | 15,58[20]               | 2,296[20]                 | +                   | —                   |
| IG-01                 | Г                        | —[21]                   | —[21]                   | —[21]                     | +                   | —                   |
| IG-100                | Г                        | —[22]                   | —[22]                   | —[22]                     | +                   | —                   |
| IG-55                 | Г                        | —[23]                   | —[23]                   | —[23]                     | +                   | —                   |
| IG-541                | Г                        | —[24]                   | —[24]                   | —[24]                     | +                   | —                   |
| Галон 2402            | Р+П                      | 2201[7]                 | 3,99[7]                 | 0,37[7]                   | +                   | —                   |
| Галон 1301            | Р+П                      | 1575[7]                 | 115,6[7]                | 14,63[7]                  | +                   | —                   |
| Галон 1211            | Р+П                      | 1830[7]                 | 17,4[7]                 | 2,53[7]                   | +                   | —                   |
| Діоксид вуглецю       | Р+П                      | 774[8]                  | 1,84[8]                 | 57,3[8]                   | +                   | —                   |

| 1) Див. таблицю 1. 2) «Р» — рідина, «П» — пара, «Г» — газ. 3) 1 бар = 0,1 МПа = 105 Па; 1МПа = 1 Н/мм2. 4) Знак «+» означає притаманність відповідної характеристики, знак «—» — не притаманність. |